# Endrick
Endrick Felipe Moreira de Sousa, född 21 juli 2006 i Taguatinga i Brasilien, är en brasiliansk fotbollsspelare som spelar för Real Madrid.

## Karriär
Endrick började spela för Palmerias ungdomslag 2016. 2022 tog han plats i dess A-lag. Han har representeras Brasiliens landslag på olika nivåer som junior. 2023 debuterade han i Brasiliens A-landslag.